# Adolf Wendhut
Adolf Wendhut (* 2. Oktober 1885 in Göttingen; † 28. August 1963 in Uelzen) war ein deutscher Architekt.

## Leben
Adolf Wendhut war in den 1920er Jahren zunächst der einzige freiberuflich tätige Architekt in Uelzen, er arbeitete in Bürogemeinschaft bzw. Sozietät mit Fritz Wolff. Eines seiner bedeutendsten Werke ist die Villa für Lilli Schaumann, ein großzügiger Backsteinbau mit expressionistischen Stilelementen. Neben solchen Bauten, die dem Neuen Bauen zuzurechnen sind, errichtete er auch eine Anzahl landwirtschaftlicher Anlagen und Mustergüter. Wendhut und Wolff waren Mitglieder im Bund Deutscher Architekten (BDA).

## Bauten (Auswahl)
- 1927: Villa für Lilli Schaumann in Uelzen, Mühlenstraße
- 1928: Wohnhausensemble an der Friedrich-Ebert-Straße in Uelzen
- um 1930: Wohnhaus für Landrat Schulz in Uelzen
- Geschäftshaus Klappenbach in Uelzen, Gudesstraße
- Wohn- und Geschäftshaus Wendhut in Uelzen, Alewinstraße
- Häuser des Gemeinnützigen Bauvereins in Uelzen, Sternstraße
- vor 1936: Stadtrandsiedlung bei Uelzen (etwa 300 Häuser)[1]
- 1950: Wohnhaus Waterloostraße 60 in Minden[2]
- um 1958: Neubau des Kaufhauses Röll in Uelzen